# 巴里克科納 (印第安納州)
巴里克科納（英語：Barrick Corner）是位於美國印第安納州克萊縣的一個非建制地區。該地的面積和人口皆未知。

## 地理
巴里克科納的座標為39°15′22″N 87°04′24″W / 39.25611°N 87.07333°W，而該地的平均海拔高度為180米（即591英尺）。